# ゆいの杜中央停留場
ゆいの杜中央停留場（ゆいのもりちゅうおうていりゅうじょう）は、栃木県宇都宮市ゆいの杜4丁目にある宇都宮ライトレール宇都宮芳賀ライトレール線の停留場。

## 概要
栃木県道69号宇都宮茂木線と宇都宮市道5995・2211号線との交差点上に建設された。仮称は「テクノポリス中央」であった。

## 歴史
- 2021年（令和3年）4月23日：停留場名決定[5]。
- 2023年（令和5年）8月26日：開業[3][4]。

## 停留場構造

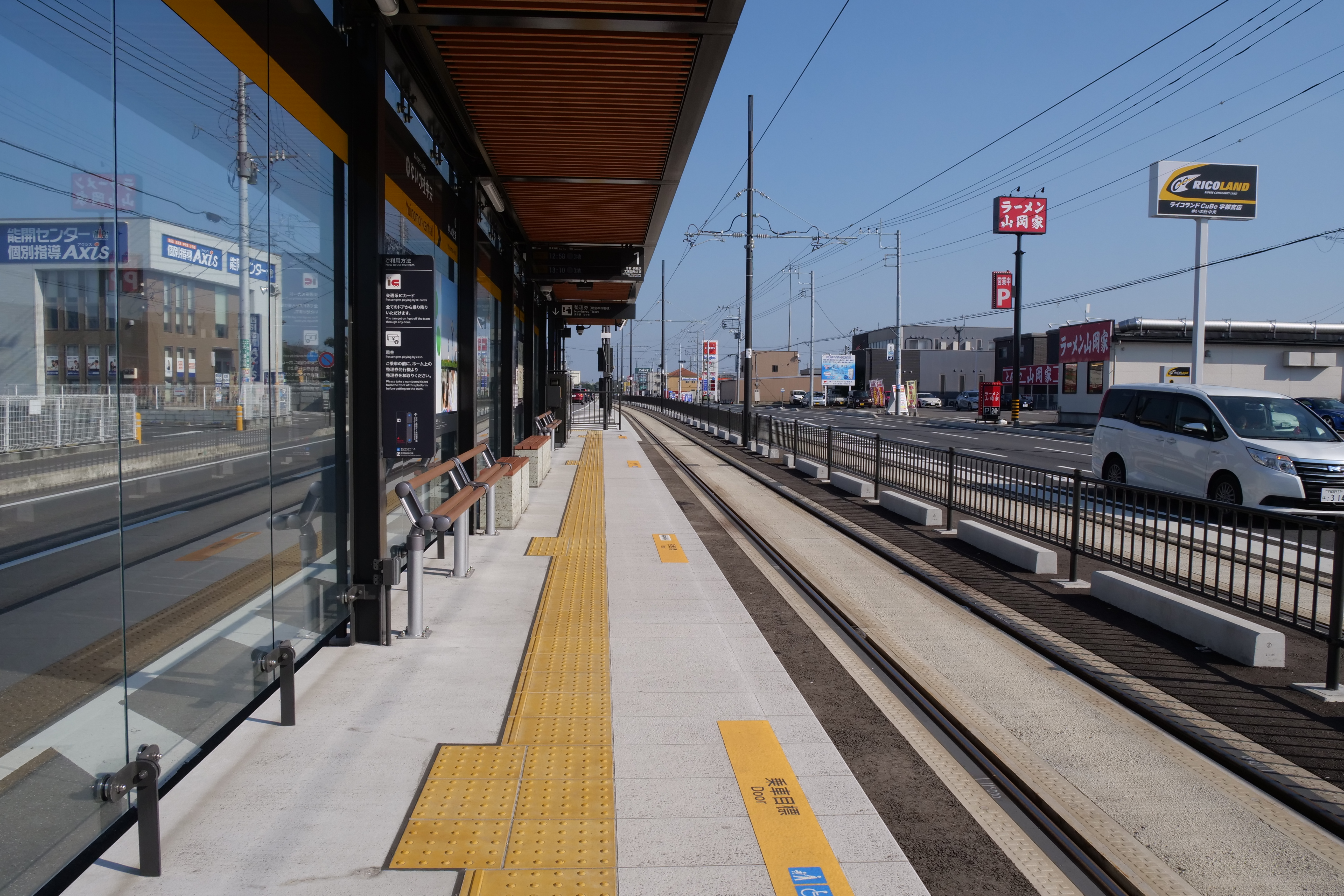
1番線プラットホーム（2023年11月）

千鳥式ホーム2面2線で、交差点の東側に芳賀・高根沢工業団地方面のプラットホームを、西側に宇都宮駅東口方面のプラットホームを配置している。

### のりば
| 番線 | 路線          | 方向 | 行先                     |
| ---- | ------------- | ---- | ------------------------ |
| 1    | ■ライトライン | 下り | 芳賀・高根沢工業団地方面 |
| 2    | ■ライトライン | 上り | 宇都宮駅東口方面         |

## 利用状況
- 2024年2月時点での1日平均乗降人員は平日約500人・休日約400人である[8]。
- 2024年（令和6年）11月第2週の1日平均乗降人員は平日約740人・休日約440人である[9]。

## 停留場周辺
ロードサイド店舗が多く建ち並ぶ。北側にゆいの杜住宅地があり、公立小学校が設けられている。
- ゆいの杜住宅地
  - 宇都宮市立ゆいの杜小学校
  - テクノ一本杉公園

## 隣の停留場
宇都宮ライトレール
■宇都宮芳賀ライトレール線
快速（平日朝下りのみ運転）・各停
ゆいの杜西停留場 (13) - ゆいの杜中央停留場 (14) - ゆいの杜東停留場 (15)